# Tendres Chasseurs
Pour plus de détails, voir Fiche technique et Distribution.
Tendres Chasseurs (Ternos Caçadores) est un film coproduit par la France, le Brésil et le Panama en 1969 et réalisé par Ruy Guerra. Le film a été tourné en France en langue anglaise. 

## Synopsis
Un ornithologue s'installe avec sa famille sur une île déserte, dans l'attente d'une migration d'oiseaux susceptible d'éclairer ses recherches. Lorsqu'il apprend, par la radio, qu'un prisonnier évadé s'est réfugié dans l'île, il demeure indifférent. Mais, son épouse le recherche et lui porte secours. Le bagnard, grièvement blessé, ne survivra pas à ses blessures...

## Fiche technique
- Titre du film : Tendres Chasseurs
- Titre anglais : Sweet Hunters
- Titre portugais : Ternos Caçadores
- Réalisation : Ruy Guerra
- Scénario : R. Guerra, Philippe Dumarçay, Gérard Zingg
- Photographie : Ricardo Aronovich - Eastmancolor
- Montage : Kenout Peltier
- Décors : Bernard Evein
- Musique : David Whitaker, Carl Orff, Krzysztof Penderecki, Tadeusz Baird, Edu Lobo
- Production : Claude Giroux (General Productions)
- Lieu de tournage : Saint-Malo, Ille-et-Vilaine, France.
- Durée : 115 minutes
- Pays d'origine :  France -  Brésil -  Panama
- Année de sortie : 1970

## Distribution
- Sterling Hayden : Allan, l'ornithologue
- Maureen McNally : Clea, son épouse
- Susan Strasberg : Lis, la sœur de Clea
- Andrew Hayden : Bob, le fils
- Stuart Whitman : le bagnard